# Косцюшко (окръг, Индиана)
Вижте пояснителната страница за други значения на Косцюшко.
Окръг Косцюшко (на английски: Kosciusko County) е окръг в щата Индиана, Съединени американски щати. Площта му е 1435 km², а населението е 80 240 души (1 април 2020). Административен център е град Уорсо.